# Matysová
Matysová je obec na Slovensku v okrese Stará Ľubovňa v Prešovském kraji na úpatí Ľubovňanské vrchoviny. Je vzdálena asi 5 km severovýchodně od města Stará Ľubovňa. Žije zde 55 obyvatel.

Obec založil šoltys Matis, který se tu usadil za vlády krále Zikmunda. Později byla majetkem hradu Plaveč. První písemná zmínka o obci pochází z roku 1408. V roce 1773 byla Matysová popsána jako čistě rusínská obec. V roce 1806 bylo v Matysové 185 řeckokatolických věřících. K matysovské historii patří i dřevěná řeckokatolická cerkev z roku 1833 zasvěcená sv. archandělu Michalovi, která se nachází ve skanzenu poblíž Ľubovňanského hradu, kam byla v roce 1975 přestěhována. V obci je památkově chráněná stará řeckokatolická fara.

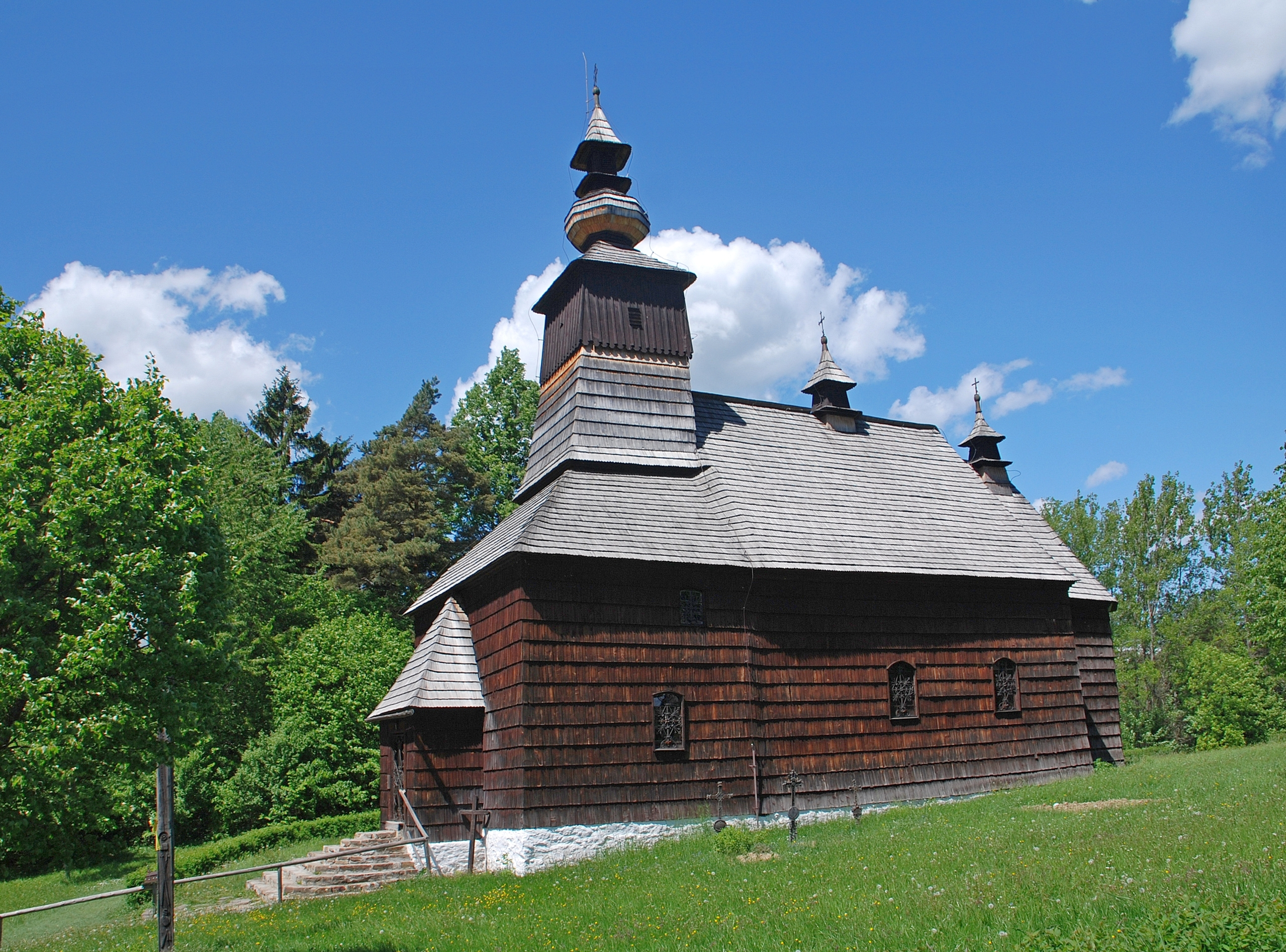
Řeckokatolická cerkev z Matysové (ve skanzenu)
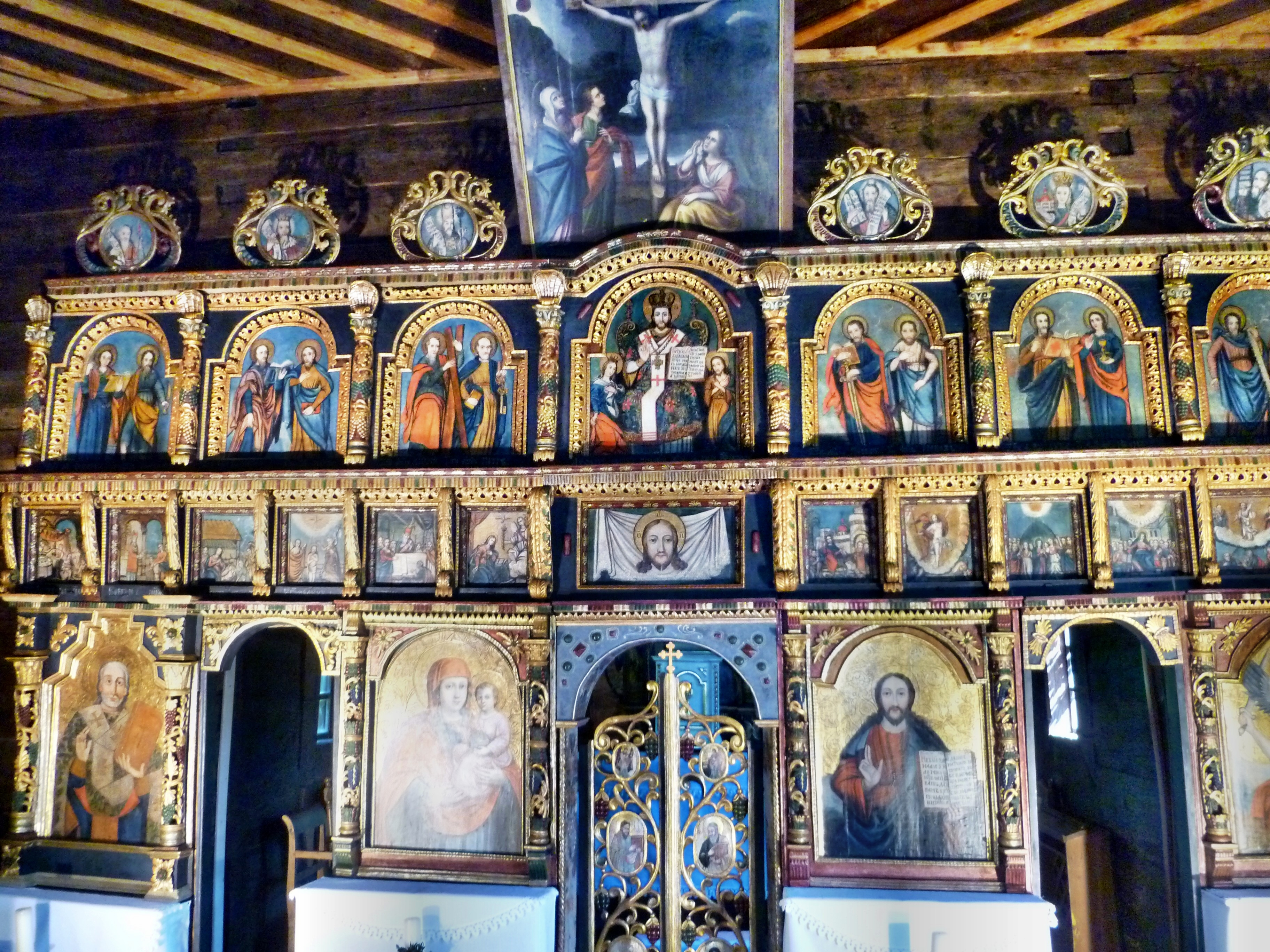
Interiér cerkve (ve skanzenu)